# Glyphodes convolvulalis
Glyphodes convolvulalis is een vlinder uit de familie van de grasmotten (Crambidae), uit de onderfamilie van de Spilomelinae. De wetenschappelijke naam van deze soort is voor het eerst voorgesteld als Margaronia convolvulalis door Jan Sepp in een publicatie uit 1848.
De soort komt voor in Suriname.